# Fortuna (album Pekija)
Fortuna je debitantski studijski album hrvatskog repera Pekija, objavljen 12. travnja 2024. pod izdavačkom kućom Fallo da Solo. Album sadrži 12 pjesama i na njemu gostuje 5 izvođača: Baks, Grše, Vojko V, Bore Balboa i Hiljson Mandela.
S albuma su izašli i spotovi za pjesme Čim Se Pojavimo U Gradu (ft. Baks), Mangio Pasta (ft. Grše) i Ganga I Rera (ft. Vojko V).

## Popis pjesama
| 1.    | »Fortuna (intro)«                    | 0:36 |
| 2.    | »Baby Gang«                          | 2:17 |
| 3.    | »Čim se pojavimo u gradu (ft. Baks)« | 2:29 |
| 4.    | »Balotelli«                          | 2:12 |
| 5.    | »Dalmacija Maroko«                   | 1:46 |
| 6.    | »Mangio Pasta (ft. Grše)«            | 2:51 |
| 7.    | »Živim lakše nego ikad«              | 2:12 |
| 8.    | »Manda«                              | 2:14 |
| 9.    | »Ganga i rera (ft. Vojko V)«         | 2:54 |
| 10.   | »Soma«                               | 2:29 |
| 11.   | »Bajadeira (ft. Hiljson Mandela)«    | 2:28 |
| 12.   | »Fine (outro)«                       | 2:08 |
| 26:35 |                                      |      |